# Johann Weyer
Johann Weyer (lat. Ioannes Wierus ili Piscinarius) (Grave, 1515. – Tecklenburg, 24. veljače 1588.), nizozemski liječnik, demonolog i okultist. Bio je učenik i sljedbenik Heinricha Corneliusa Agrippe.
Među prvima je kritizirao lov na vještice, ukazujući na loše strane takve prakse. Napisao je djelo De Praestigiis Daemonum et Incantationibus ac Veneficiis, izdano u Baselu 1568. godine.
Godine 1577. tiskao je, kao dodatak djelu De Praestigiis Daemonum, katalog demona pod nazivom Pseudomonarchia Daemonum.

## Životopis
Rodio se u mjestašcu u Kneževini Brabant, dijelu habsburške Nizozemske. Pohađao je latinske škole u 's-Hertogenboschu i Leuvenu, da bi s četrnaest godina postao Agrippin učenik u Antwerpenu.
Godine 1532. preselio se s Agrippom u Bonn pod zaštitu princa-biskupa Hermanna von Weida. Poslije Agrippine smrti studirao je medicinu u Parizu i Orleansu. Godine 1545. postao je gradski liječnik u Arnhemu, a 1550. u Clevesu, gdje je postao dvorski liječnik kneza Vilima Bogatog. Tu je napisao većinu svojih radova o demonima. Umirovljen je 1578. nakon čega se posvetio pisanju medicinskih radova.U 1588 je preminuo posjećivajući pacijenta.Pokopan je u crkvi u Tacklenburgu,točnije u Njemačkoj.